# Шпанська культура
Шпанська культура — археологічна культура представлена у Гірському Криму невеликою кількістю пам'яток зі своєрідним крем'яним інвентарем.
Кам'яні знаряддя характеризуються: специфічнини шпанськими трикутниками, мікровістрями з притупленими краями, вістрями з мікрорізцевим сколом, мікрорізці, пластинчаста техніка розколювання кременю, кінцеві скребачки та різці на пластинах.
Найвиразніші шпанські матеріали походять із печерних стоянок Шпан-Коба (середній шар), Шан-Коба (4,3 шари), Фатьма-Коба (шари 4,3).
Датування шпанської археологічної культури — ранній мезоліт — VIII—VI тис. років до н. е.
Основою економіки шпанської людності було полювання на лісових копитних Кримських гір та, можливо, степових травоїдних.
Культура виникла на епіграветському підґрунті на зламі фінального палеоліту та мезоліту близько X тис. років тому. На пам'ятках слідує після шан-кобинської культури азильського кола й змінюється мурзак-кобинською — тарденуазького кола.